# Malovnîce, Șarhorod
Malovnîce (în ucraineană Мальовниче) este un sat în comuna Kozlivka din raionul Șarhorod, regiunea Vinnița, Ucraina.

## Demografie
Componența lingvistică a localității Malovnîce
     Ucraineană (98,48%)
     Rusă (1,52%)
Conform recensământului din 2001, majoritatea populației localității Malovnîce era vorbitoare de ucraineană (98,48%), existând în minoritate și vorbitori de rusă (1,52%).